# Marble (Colorado)
Marble é uma cidade  localizada no estado americano de Colorado, no Condado de Gunnison.

## Demografia
Segundo o censo americano de 2000, a sua população era de 105 habitantes.
Em 2006, foi estimada uma população de 100, um decréscimo de 5 (-4.8%).

## Geografia
De acordo com o United States Census Bureau tem uma área de
1,0 km², dos quais 1,0 km² cobertos por terra e 0,0 km² cobertos por água. Marble localiza-se a aproximadamente 2436 m acima do nível do mar.

## Localidades na vizinhança
O diagrama seguinte representa as localidades num raio de 40 km ao redor de Marble.